# Totò contro Maciste
Totò contro Maciste (bra Totó contra Maciste) é um filme italiano de 1962, do gênero comédia histórica, dirigido por Fernando Cerchio.

## Sinopse
Totokamen é um artista que se exibe por todo o Egipto, assistido pelo seu empresário, Tarantenkamen. Aproveitando-se de truques baratos, Totokamen pretende ser filho do deus Amon. O faraó, entretando, enfrenta a traição de Maciste, que decidiu desencadear uma revolta com a ajuda dos assírios. Para lidar com a emergência, um ministro que assistira a um espéctaculo de Totokamen, está convencido que o homem é mesmo um semi-deus, e decide apresentá-lo ao faraó, como o homem que pode resolver a situação.

## Elenco
- Totò:Totokamen/Sabaki
- Nino Taranto: Tarantenkamen
- Samson Burke: Maciste